# Chordospartium muritai
Carmichaelia muritai là một loài rau đậu thuộc họ Fabaceae.
Loài này chỉ có ở New Zealand.